# Елена Пфальцская
Елена Пфальцская (9 февраля 1493, Гейдельберг — 4 августа 1524, Шверин) — представительница династии Виттельсбахов, четвёртая дочь курфюрста Пфальца Филиппа (1448—1508) и Маргариты Баварской (1456—1501). Герцогиня Мекленбургская в браке с Генрихом V.

## Биография
15 июня 1513 года в Висмаре Елена вышла замуж за герцога Генриха V Мекленбургского (1479—1552). Это был второй брак для Генриха — его первая супруга Урсула Бранденбургская умерла за три года до этого. Свадьба была отпразднована со всем великолепием; на ней присутствовали императорские принцы.
У супругов было трое детей:
- Филипп (1514—1557), герцог Мекленбург-Шверина
- Маргарита (ум. 1586), замужем за герцогом Генрихом II Мюнстерберг-Эльсским
- Катарина (ум. 1586), замужем за лигницким герцогом Фридрихом III

Елена умерла в 1524 году и была похоронена в Шверинском соборе. Она была первым членом герцогской семьи, которая была похоронена в Шверине; до того герцогов и герцогинь хоронили в Доберанском монастыре. Её эпитафия была создана Петром Фишером Старшим. До 1845 года табличка была прикреплена к стене за алтарём; в настоящее время она расположена в южном проходе, рядом со входом.